# Joseph Minion
Joseph Minion (Teaneck, 1957) è uno sceneggiatore e regista statunitense.

## Filmografia

### Sceneggiatore

#### Cinema
- Fuori orario (After Hours), regia di Martin Scorsese (1985)
- Giulia e Giulia, regia di Peter Del Monte (1987)
- Stress da vampiro (Vampire's Kiss), regia di Robert Bierman (1989)
- Motorama, regia di Barry Shils (1991)
- On the Run, regia di Bruno de Almeida (1999)
- The Collection, regia di Bruno de Almeida (2005)

#### Televisione
- Storie incredibili (Amazing Stories) - serie TV, episodio 1x19 (1986)

### Regista
- Famiglia maledetta (Daddy's Boys) (1988)
- Trafficking (1999)

### Sceneggiatore, regista e produttore
- The Office - cortometraggio (1981)
- Airport 2012 - cortometraggio (2014)